# ريجي ريدينغ
ريجي ريدينغ (بالإنجليزية: Reggie Redding)‏ مواليد 18 يوليو 1988، هو لاعب كرة سلة أمريكي بدأ مسيرته الاحترافية في سنة 2010 يلعب مع فريق ألبا برلين في الدوري الألماني لكرة السلة ويحمل الرقم 15. يبلغ طوله 6 قدم 5 بوصة (2.0 م).

## فرق لعب لها
- تايغرز توبينغن
- ألبا برلين

## روابط خارجية
- ريجي ريدينغ على موقع الدوري الأوروبي لكرة السلة (الإنجليزية)
- ريجي ريدينغ على موقع كرة السلة الأوروبية.كوم (الإنجليزية)
- ريجي ريدينغ على موقع كلية كرة السلة في سبورتس رفرنس.كوم (الإنجليزية)
- ريجي ريدينغ على موقع ريلجم (الإنجليزية)
- ريجي ريدينغ على موقع بروبوليرز (الإنجليزية)
- ريجي ريدينغ على موقع سبورتس رفرنس (الإنجليزية)